# Liolaemus nigriceps
Liolaemus nigriceps este o specie de șopârle din genul Liolaemus, familia Tropiduridae, descrisă de Philippi 1860. Conform Catalogue of Life specia Liolaemus nigriceps nu are subspecii cunoscute.